# Epiphragma collessi
Epiphragma collessi är en tvåvingeart som beskrevs av Günther Theischinger 1996. Epiphragma collessi ingår i släktet Epiphragma och familjen småharkrankar. Inga underarter finns listade i Catalogue of Life.